# 神奈川県道・東京都道9号川崎府中線

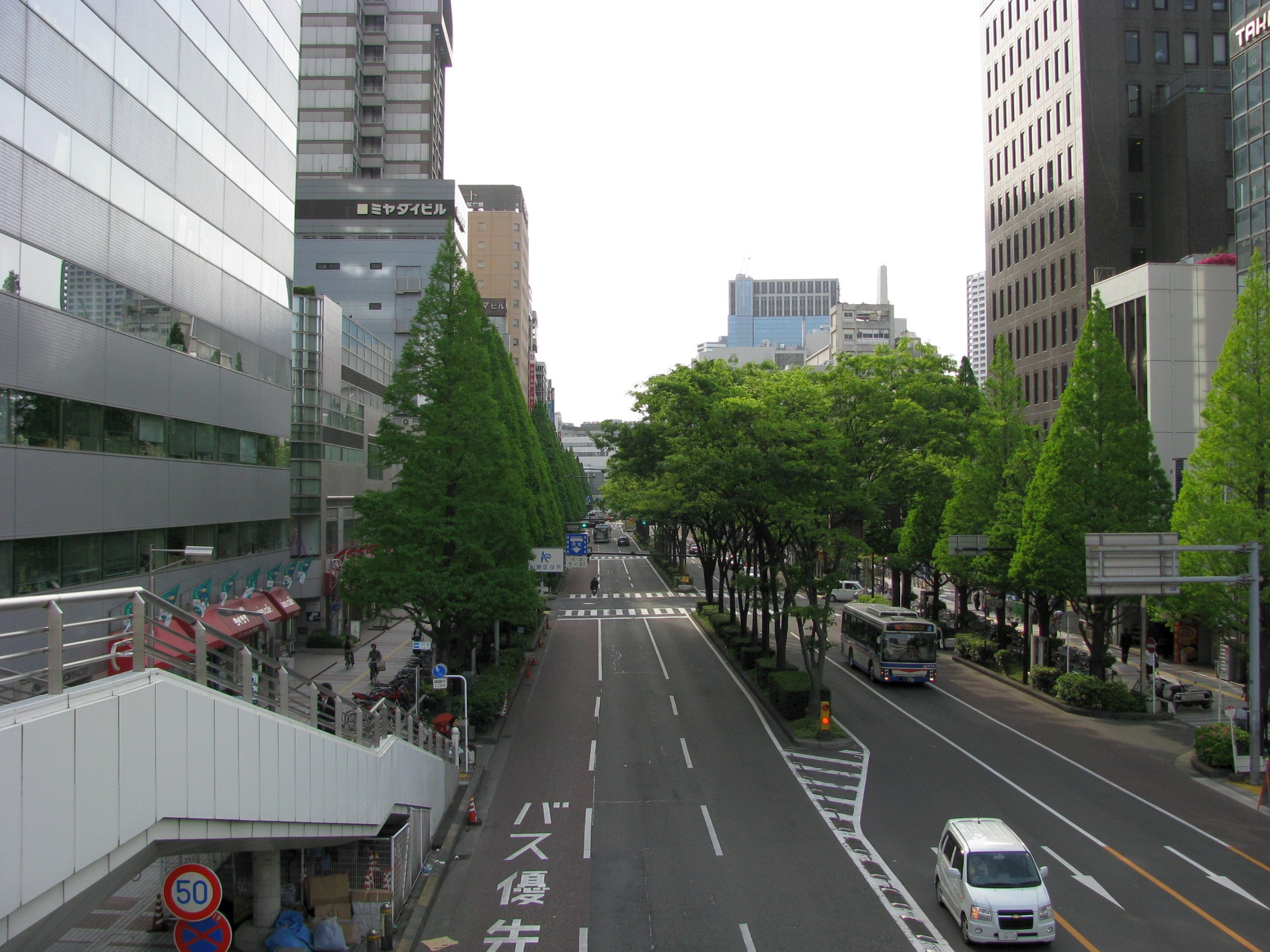
川崎区役所付近（2010年5月8日）

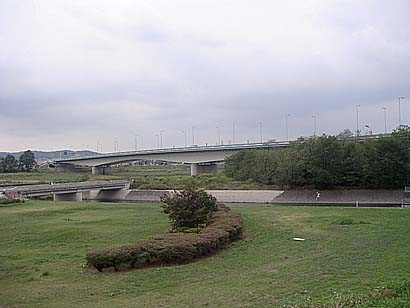
稲城大橋

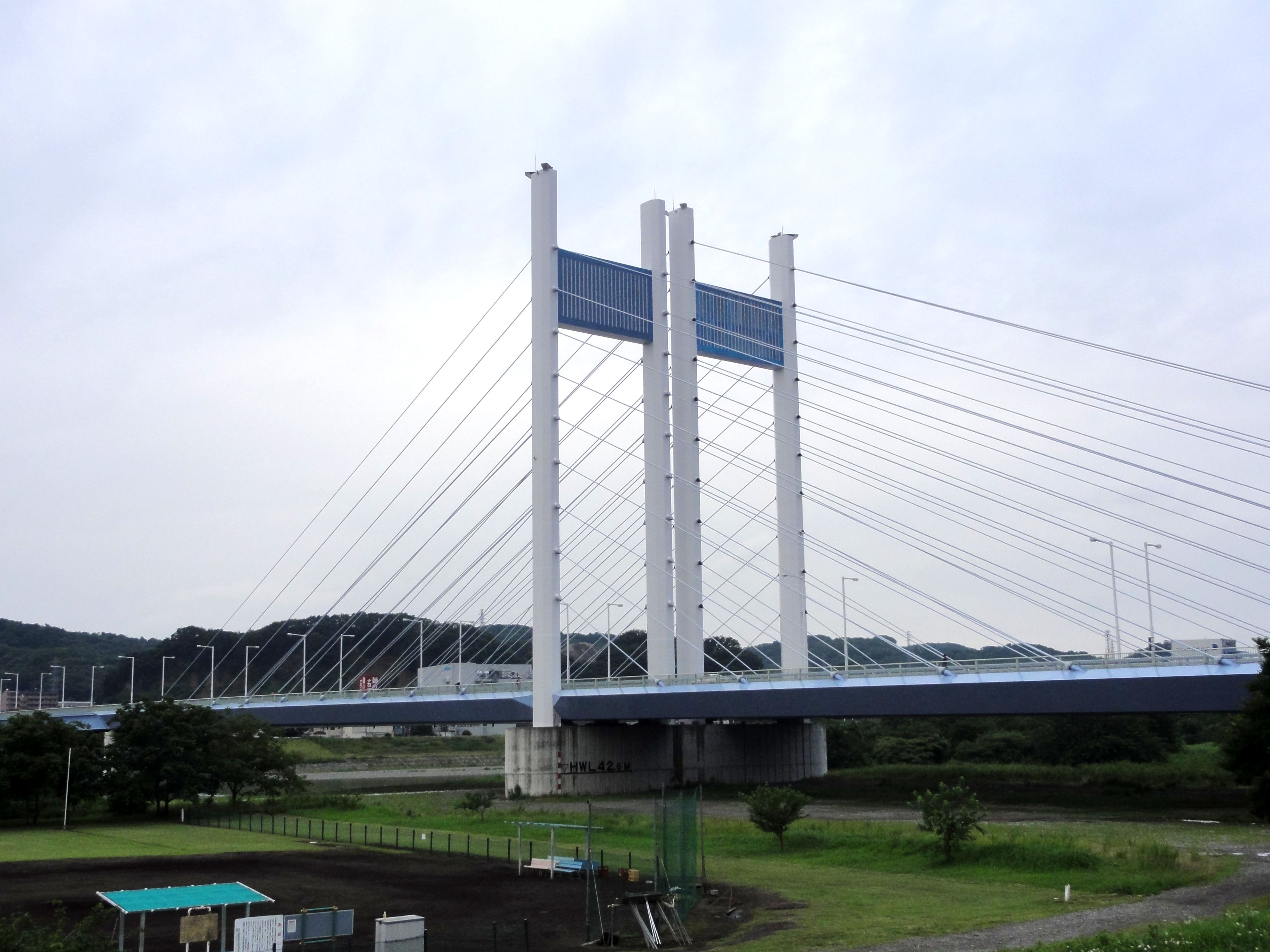
是政橋

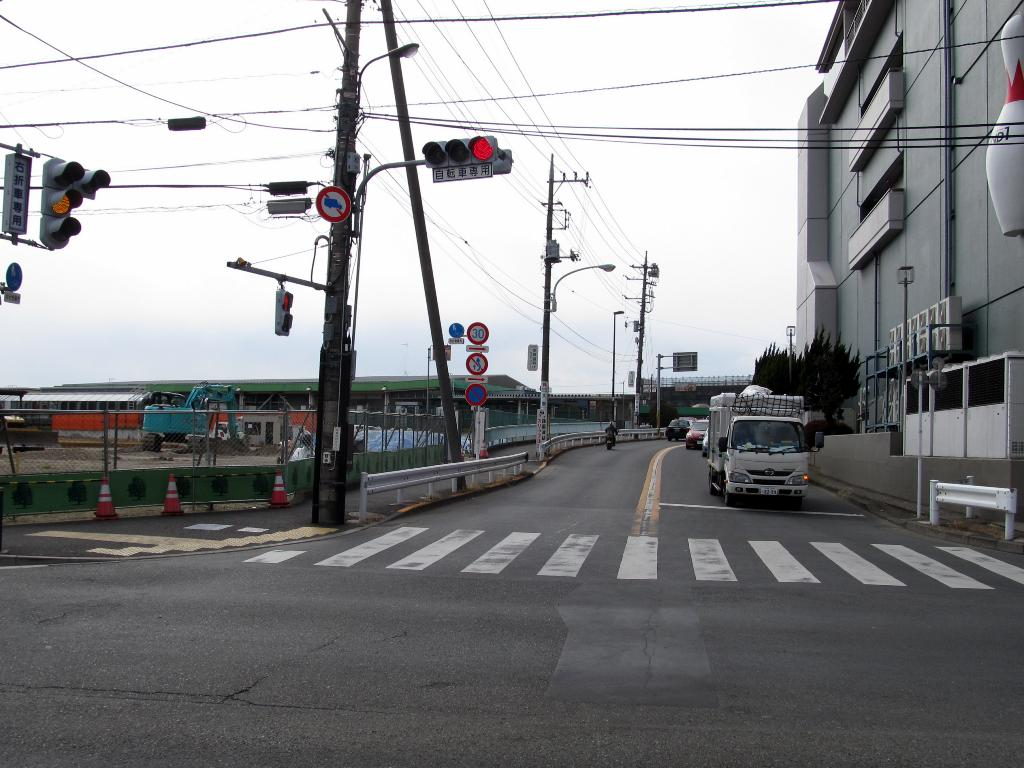
府中本町駅入口交差点

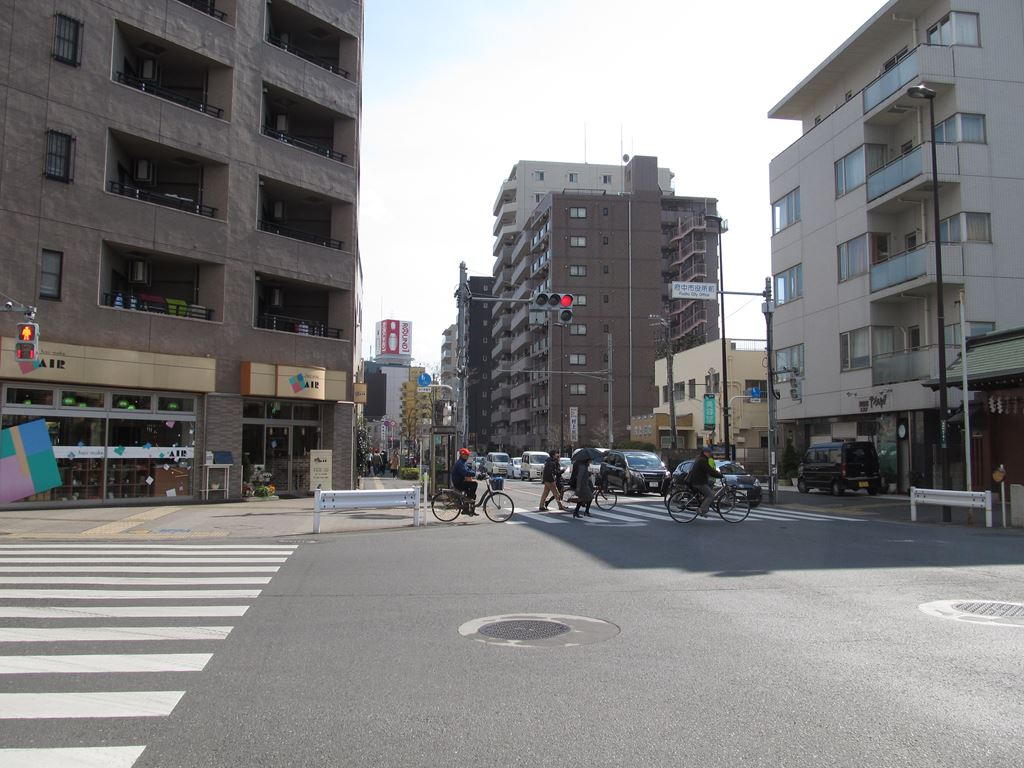
終点、府中市役所前交差点

神奈川県道・東京都道9号川崎府中線（かながわけんどう・とうきょうとどう9ごう かわさきふちゅうせん）は、神奈川県川崎市川崎区から東京都稲城市を経て府中市に至る県道・都道（主要地方道）である。

## 概要
府中市内の旧甲州街道交差点で東京都道17号所沢府中線に接続しており、どちらも府中街道の通称で事実上ひとつらなりの道路として使われている。都県境から稲城市大丸（おおまる）までは川崎街道とも呼ばれており、東京都の定めた正式な通称は川崎街道である。また、府中市内でも「川崎街道」と呼ばれることがある。
川崎駅前北から東海道本線南河原架道橋附近までは北行きの一方通行であり、南行きは同区間で京急川崎駅前を通る別の道路に誘導される。府中街道の起点を示す標識は、西行き車線では南河原架道橋へ下る坂の途中に、東行き車線では幸町交差点附近に建てられている。このほか、架道橋南側で西行きと東行きの車線が分離する地点に建つ柱にも「府中街道」の表示がある。
新大丸交差点から是政交番前交差点の間とそこから是政二丁目付近までのパイパス（支線）の東京都道248号府中小平線との重複区間は多摩南北道路2号線（府中清瀬線）に属する。

### 路線データ
- 起点：神奈川県川崎市川崎区・国道15号交点、国道132号終点（宮前町交差点）
- 終点：東京都府中市宮西町・東京都道229号府中調布線交点、東京都道17号所沢府中線終点（府中市役所前交差点）
- 路線延長
  - 川崎市区間 10,318 m（実延長、2013年4月1日現在）[1]
  - 東京都区間 10,291 m（実延長、2013年4月1日現在）[2]
- Google マップ

## 路線状況

### 通称
- 市役所通り：宮前町交差点 - 川崎駅前東交差点
- 府中街道：東海道本線南河原架道橋南側 - 府中市役所前交差点
- 川崎街道：東京都・神奈川県境 - 新大丸（おおまる）交差点
- 稲城大橋通り：（稲城市）稲城大橋入口交差点（鶴川街道〈バイパス〉交点） - （府中市）稲城大橋入口交差点（稲城IC付近） ※バイパスの一部区間
- 新小金井街道：交差点名称なし（是政二丁目） - 是政交番前交差点（東京都道248号府中小平線との重複区間）※バイパス一部区間

### バイパス
- 稲城市東長沼東京都道19号町田調布線バイパス交点：（稲城市）稲城大橋入口交差点
↓
- （府中市）稲城大橋入口交差点（稲城IC付近）
↓
- 東京都道248号府中小平線合流点：交差点名称なし（是政二丁目）[要出典]
↓
- 本線、東京都道248号府中小平線交点：是政交番前交差点

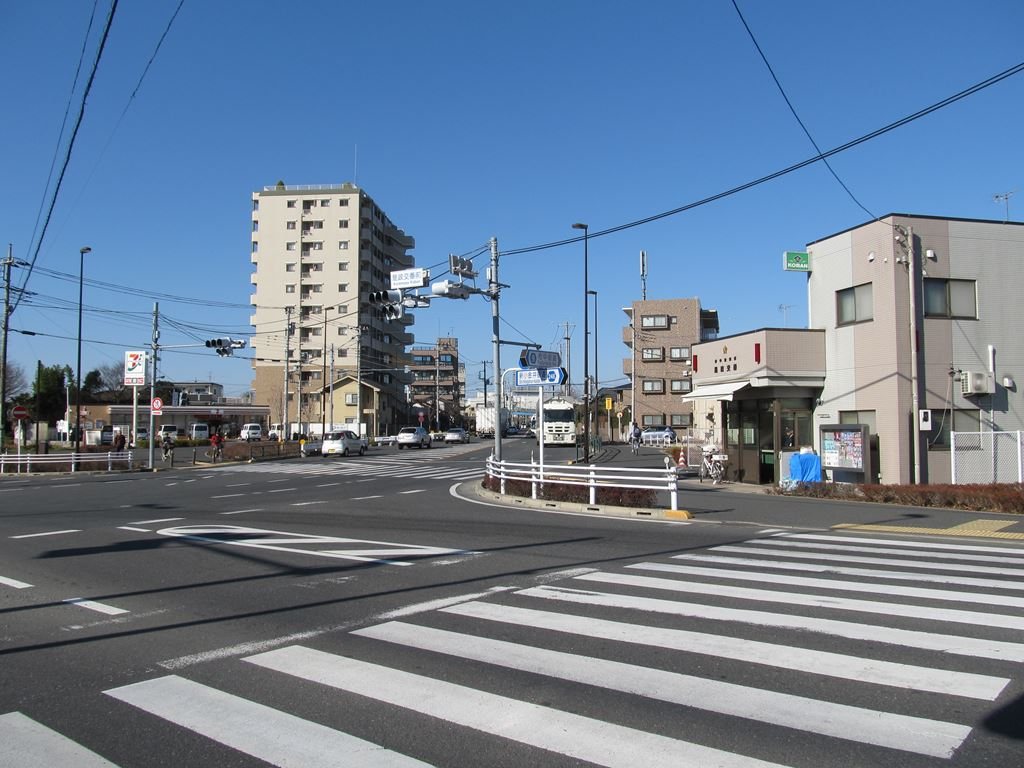
是政交番前交差点

- Google マップ

このほか、府中市・調布市境から府中市稲城大橋入口交差点までの中央自動車道沿いの道が東京都道9号支線に指定されている。

### 重複区間
- 国道409号 : 幸町交番前交差点 - 溝口交差点
- （バイパス）東京都道248号府中小平線 : 同線合流点（是政二丁目） - 是政交番前交差点
- 東京都道18号府中町田線・東京都道20号府中相模原線 : 府中本町駅付近 - 終点

### 橋梁
- 稲城大橋（多摩川）
- 是政橋（多摩川）

## 地理

### 通過する自治体
- 神奈川県
  - 川崎市（川崎区 - 幸区 - 中原区 - 高津区 - 多摩区）
- 東京都
  - 稲城市 - 府中市

### 交差する道路
本線
| 接続する道路                                                         | 接続する道路                                      | 交差点名               | 所在地   | 所在地 | 所在地 |
| -------------------------------------------------------------------- | ------------------------------------------------- | ---------------------- | -------- | ------ | ------ |
| 国道132号（富士見通り）川崎港方面                                    |                                                   |                        |          |        |        |
| 国道15号（第一京浜）                                                 | 国道15号（第一京浜）                              | 宮前                   | 神奈川県 | 川崎市 | 川崎区 |
| 本線                                                                 | 国道409号（大師道）                               | 幸町交番前             | 神奈川県 | 川崎市 | 幸区   |
| 幸町交番前交差点から溝口交差点まで重複区間につき省略→国道409号を参照 |                                                   |                        |          |        |        |
| 国道246号                                                            | 国道246号                                         | 溝口                   | 神奈川県 | 川崎市 | 高津区 |
| 川崎市道鹿島田菅線                                                   | 川崎市道鹿島田菅線                                | 梅林                   | 神奈川県 | 川崎市 | 高津区 |
| 川崎市道小杉菅線（南武沿線道路）                                     | 川崎市道小杉菅線（南武沿線道路）                  | 久地駅前               | 神奈川県 | 川崎市 | 高津区 |
| 川崎市道鹿島田菅線                                                   | 川崎市道鹿島田菅線                                | 本村橋                 | 神奈川県 | 川崎市 | 多摩区 |
| 神奈川県道3号世田谷町田線（津久井道）                                | 神奈川県道3号世田谷町田線（津久井道）             | 多摩警察署前           | 神奈川県 | 川崎市 | 多摩区 |
| 神奈川県道13号横浜生田線                                             |                                                   | 枡形1丁目              | 神奈川県 | 川崎市 | 多摩区 |
| 東京都道19号町田調布線（鶴川街道）                                   | 東京都道19号町田調布線（鶴川街道）                | 矢野口                 | 東京都   | 稲城市 | 稲城市 |
| バイパス（稲城大橋通り）                                             | バイパス（稲城大橋通り）                          | 東長沼陸橋             | 東京都   | 稲城市 | 稲城市 |
| （城山通り）                                                         | 本線                                              | 新大丸（しんおおまる） | 東京都   | 稲城市 | 稲城市 |
| 東京都道41号稲城日野線（川崎街道）                                   |                                                   | 新大丸（しんおおまる） | 東京都   | 稲城市 | 稲城市 |
|                                                                      | バイパス・東京都道248号府中小平線（新小金井街道） | 是政交番前             | 東京都   | 府中市 | 府中市 |
| 東京都道18号府中町田線・東京都道20号府中相模原線（鎌倉街道）         |                                                   | 府中本町駅入口         | 東京都   | 府中市 | 府中市 |
| 東京都道229号府中調布線（旧甲州街道）                                | 東京都道229号府中調布線（旧甲州街道）             | 府中市役所前           | 東京都   | 府中市 | 府中市 |
| 東京都道17号所沢府中線（府中街道） 西国分寺・小川・所沢方面          |                                                   |                        |          |        |        |

バイパス
| 接続する道路                                           | 接続する道路                                           | 交差点名       | 所在地 | 所在地 |
| ------------------------------------------------------ | ------------------------------------------------------ | -------------- | ------ | ------ |
| 東京都道19号町田調布線バイパス（鶴川街道〈バイパス〉） | 東京都道19号町田調布線バイパス（鶴川街道〈バイパス〉） | 稲城大橋入口   | 東京都 | 稲城市 |
| 東京都道19号町田調布線（鶴川街道〈旧道〉）             | （鶴川街道〈旧道〉）                                   | 稲城大橋下新田 | 東京都 | 稲城市 |
| 本線（川崎街道）                                       | 本線（川崎街道）                                       | 東長沼陸橋     | 東京都 | 稲城市 |
| E20 中央自動車道                                       | E20 中央自動車道                                       | 稲城IC         | 東京都 | 府中市 |
| （屈折）                                               | 支線                                                   | 稲城大橋入口   | 東京都 | 府中市 |
| E20 中央自動車道                                       | E20 中央自動車道                                       | 府中SIC        | 東京都 | 府中市 |
|                                                        | 東京都道248号府中小平線（新小金井街道）                |                | 東京都 | 府中市 |
| 本線（府中街道）                                       | 本線（府中街道）                                       | 是政交番前     | 東京都 | 府中市 |